# Diskriminierung (Außenwirtschaft)
Diskriminierung bezeichnet im Zusammenhang mit Außenwirtschaft und Welthandel eine differenzierte, ungleiche, Behandlung von Staaten. Sie gilt heute vielfach als unerwünschtes zwischenstaatliches Handelshemmnis.
Das Allgemeine Zoll- und Handelsabkommen (engl.: General Agreement on Tariffs and Trade, GATT) hebt 1947 in seiner Präambel hervor, dass es auf die Beseitigung von Diskriminierungen auf dem Gebiet des internationalen Handels abziele („elimination of discriminatory treatment in international commerce“). Die Nichtdiskriminierung wird im Vertragstext als Regelfall bezeichnet („Rule of Non-discrimination“).
Die Welthandelsorganisation (engl. World Trade Organization, WTO) sieht den diskriminierungsfreien (Welt)Handel („Trade without discrimination“) als eines der wichtigsten anzustrebenden Prinzipien des (Welt)Handels („Principles of the trading system“).
Das deutsche Bundesministerium für Wirtschaft und Technologie betont, dass mit dem Prinzip der Meistbegünstigung jede Art der Diskriminierung einzelner WTO-Mitglieder gegenüber anderen WTO-Mitgliedern dem Grundsatz nach ausgeschlossen werden soll. Das Prinzip der Inländerbehandlung soll Arten der Diskriminierung ausländischer Güter und Dienstleistungen gegenüber einheimischen Produkten – etwa durch die Anwendung innerer Abgaben und Rechtsvorschriften – verhindern.